# Максимилианштрассе
Максимилианштрассе (нем. Maximilianstraße — «улица Максимилиана») — одна из четырёх главных (королевских) улиц Мюнхена.
Улица названа в честь короля Баварии Максимиллиана II, по указу которого по проекту архитектора Ф. Бюрклайна началось строительство. Максимилианштрассе протянулась с запада на восток от площади Макса Иосифа, где расположены Мюнхенская резиденция и Национальный театр, до Максимилианеума, где заседает баварский ландтаг.
Максимилианштрассе — одна из самых дорогих улиц Германии. На ней расположены крупный фешенебельный отель Hotel Vier Jahreszeiten Kempinski, театр «Каммершпиле», а также множество торговых точек известных брендов, бутики и ювелирные магазины. Также на ней расположено и здание правительства Верхней Баварии.